# Little Downham
Little Downham är en by i Cambridgeshire i England. Byn är belägen 25,9 km 
från Cambridge. Orten har 1 617 invånare (2015).